# تیوآمید

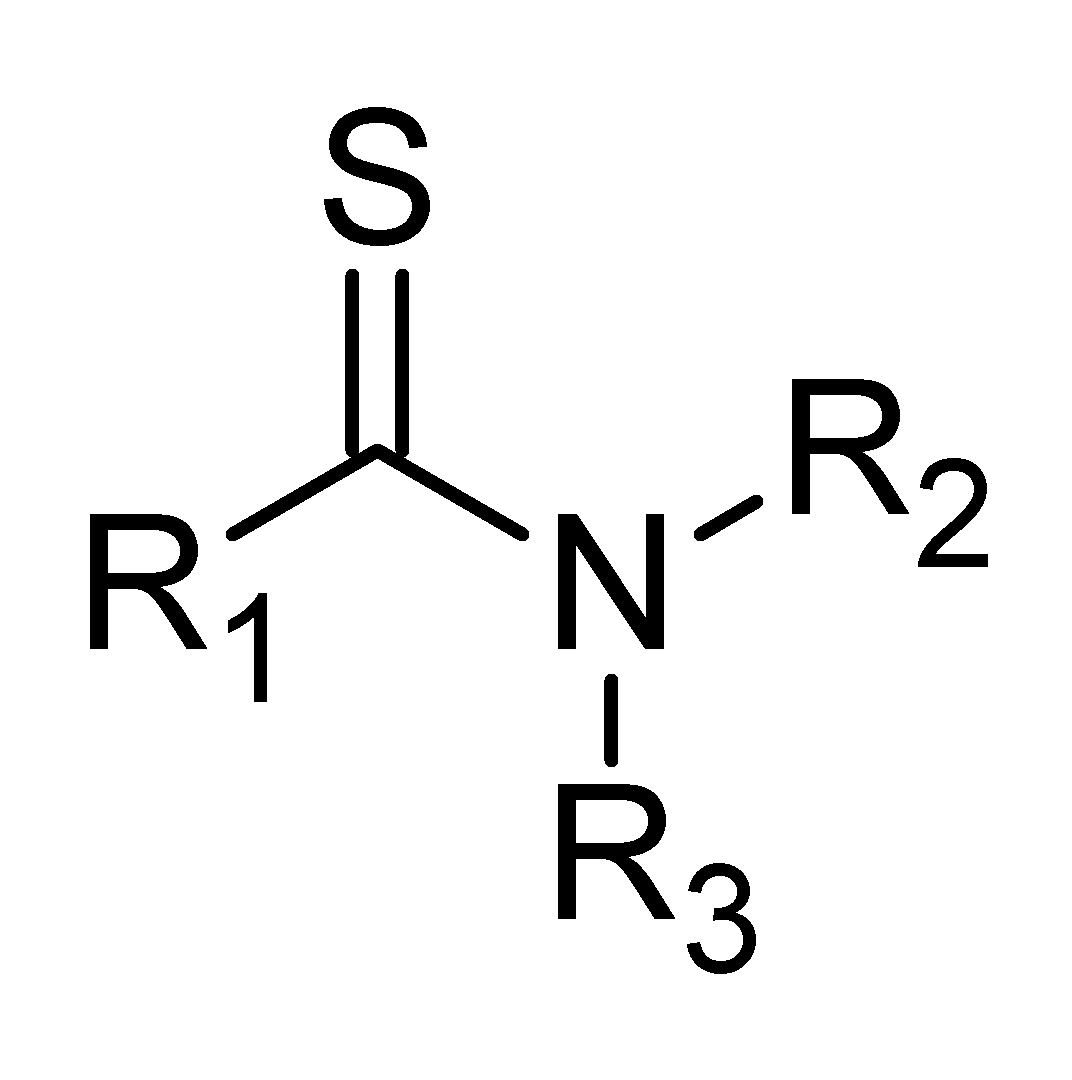
ساختار کلی تیوآمیدها.

تیوآمیدها(به انگلیسی: Thioamide) دسته‌ای از ترکیبات آلی با فرمول کلی R-CS-NR'R است که در آن Rها زنجیره‌های جانبی هستند. این مواد در واقع مشابه آمید‌ها هستند با این تفاوت که به جای اتم اکسیژن اتم گوگرد قرار می‌گیرد.
این دسته ترکیبات در داروسازی با نام داروهای ضد تیروئید شناخته می‌شوند که در درمان پرکاری تیروئید کاربرد دارند.